# Faruk I.
Faruk I. (arapski: فاروق الاول) (Kairo, 11. veljače 1920. – Rim, 18. ožujka 1965.) - posljednji egipatski kralj (vladao od 1936. do 1952.) Naslijedio je svoga oca, Fuada I. 1936. godine. Njegov puni naziv je "Njegovo Veličanstvo Faruk, po milosti Božjoj, kralj Egipta i Sudana, Vladar Nubije i na Kurdufama i Darfura."
Školovao se na Kraljevskoj vojnoj akademiji u Engleskoj. Postao je kralj s 16 godina. Tada je održao javni govor na radiju, što je bilo prvi put, da se neki vladar Egipta obraćao izravno naciji na takav način. Živio je luksuzno i raskošno, imao je veliko bogatstvo. U prvim godinama vlasti, bio je omiljen, pogotovo u plemićkim krugovima. Za vrijeme Drugog svjetskog rata, Egipat je službeno bio neutralan, makar se u njemu nalazila britanska vojska. Faruk I. čak je pokazivao simpatije prema nacističkoj Njemačkoj i facističkoj Italiji. Tek pred sam kraj rata, Egipat je službeno ušao u rat protiv Nijemaca.
Faruk I. trpio je kritike naroda zbog korumpirane i neučinkovite vlasti, zbog kontinuirane okupacije od strane Engleza, zbog poraza egipatske vojske u ratu s Izraelcima i dr. razloga. SAD je preko CIA-e pomogao svrgavanje Faruka I. Godine 1952., svrgnula ga je skupina mladih vojnika pod nazivom "Slobodni časnici", na čelu s Gamalom Abdel Naserom, koji je došao na čelo Egipta.
Živio je u egzilu u Maroku pa zatim u Rimu. Oduzeto mu je egipatsko državljanstvo pa je uzeo monegaško državljanstvo, zahvaljujući prijateljstvu s Rainierom III. od Monaka. Bio je ljubitelj hrane pa se udebljao do oko 135 kg. Umro je u restoranu u Rimu, nakon obilnog obroka. 
Bio je dva puta u braku sa Safinaz Zulficar i Narriman Sadek. Imao je četvero djece.
Njegova sestra Fawzia Egipatska bila je iranska kraljica od 1941. do rastave 1948. godine.